# Hodowica
Hodowica, błędnie Hodownica (ukr. Годовиця, Hodowycia) – wieś na Ukrainie, w obwodzie lwowskim, w rejonie lwowskim (do 2020 roku w rejonie pustomyckim). W 2016 roku liczyła 872 mieszkańców.

## Historia
Miejscowość została wzmiankowana w 1371 roku jako Hodovicza. Patronimiczna nazwa wywodzi się od ukraińskiego *Гod, skrócona forma *Гoducлaв (polskie Godzisław), forma -ica wskutek singularyzacji. W 1405 roku rzymskokatolickim mieszkańcom (z wyłączeniem Rusinów) nadano prawo magdeburskie. W następnych stuleciach miejscowość zamieszkała była w większości przez Polaków i należał do polskiej wyspy językowej wokół Lwowa.
W 1621 roku została zniszczona w czasie najazdu tatarskiego. W II Rzeczypospolitej miejscowość znajdowała się w gminie Nawaria, w powiecie lwowskim, w województwie lwowskim. 
W II Rzeczypospolitej wieś w powiecie lwowskim województwa lwowskiego. W latach 1944–1945 nacjonaliści ukraińscy z OUN-UPA zamordowali tutaj 15 Polaków.

## Kościół Wszystkich Świętych w Hodowicy
We wsi znajduje się rokokowy kościół pw. Wszystkich Świętych z lat 1751-1758 projektu Bernarda Meretyna, fundacji ks. Szczepana Mikulskiego, kanonika lwowskiego; po pożarze w 1974 roku pozostający w ruinie. 